# Скопкортненское сельское поселение
Скопкортненское се́льское поселе́ние — муниципальное образование в Александровском районе Пермского края Российской Федерации.
Административный центр — посёлок Скопкортная.

## История
Скопкортненское сельское поселение образовано в ходе муниципальной реформы 2006 года.

## Население
| 2010 | 2012 | 2013 | 2014 | 2015 | 2016 | 2017 |
| ---- | ---- | ---- | ---- | ---- | ---- | ---- |
| 401  | ↘344 | ↘307 | ↘270 | ↘259 | ↘240 | ↘227 |
| 2018 | 2019 |      |      |      |      |      |
| ↘216 | ↘198 |      |      |      |      |      |

## Состав сельского поселения
| № | Населённый пункт | Тип населённого пункта          | Население |
| - | ---------------- | ------------------------------- | --------- |
| 1 | Верх-Яйва        | село                            | 11        |
| 2 | Махнева          | деревня                         | 1         |
| 3 | Скопкортная      | посёлок, административный центр | 335       |
| 4 | Сухая            | посёлок                         | 31        |
| 5 | Чикман           | посёлок                         | 23        |